# Kajakpolo
Kajakpolo er en sportsgren, hvor to hold forsøger at score mål mod hinanden mens de ror i kajak. Der benyttes en særlig kort, fladbundet polokajak, og deltagerne bærer af sikkerhedshensyn både hjelm med visir og forstærket svømmevest.
Der er fem spillere på hvert hold (det er tilladt at have tre reserver) og der spilles 2×10 minutter. Målet hænger 2 meter over vandoverfladen og er 1,5 meter bredt og 1 meter højt. De største baner måler 35 m × 23 m. Kajakerne skal være mellem 2,1 meter og 3,1 meter lange med en bredden på 50-60 cm.
Kajakpolo kan også spilles indendørs. Spilles der i 25 meter bassin, sker det tit med firmandshold og med regler der er tillempet den mindre plads.
Sporten organiseres i Danmark af Dansk Kano og Kajak Forbund.
Der bliver afholdt officielt Danmarksmesterskab for både damer, herrer og juniorer.

## Spilleregler
Der anvendes særlige bolde til spillet – kajakpolobolde – som kastes med hånd eller med pagaj. Spilletiden er 2×10 minutter med en treminutters halvleg.
Kampene dømmes normalt af et dommerpar der står på hver sin side af banen.
I starten af hver halvleg, placerer spillerne sig med bagenden af kajakken på hver deres baglinje. På dommerens fløjt, bliver bolden kastet ind på banens midte, en spiller fra hver hold sejler mod bolden, de andre må følge med, med en kajakslængde efter den forreste – og spillet er i gang.
Under spillet anvendes hjørnekast eller målkast, hvis bolden har forladt banen ad baglinjen, indkast, hvis bolden har forladt banen ad sidelinjen eller den kastes af dommeren såfremt, der er tvivl om, hvem der har kasteretten.
Målvogteren må ikke som de andre spillere angribes. Holdene kan lade enhver spiller udfylde pladsen som målvogter.

## Båden
Polokajak er en særlig type af kajak der benyttes til at spille kajakpolo. 
Denne type kajak adskiller sig fra mere traditionelle kajakker ved at være væsentligt kortere. Dette gør at kajakken er let at dreje rundt, hvilket er nødvendigt når man skal bevæge sig rundt på den afgrænsede kajakpolobane. Til gengæld er den meget lidt retningsstabil, og er derfor ikke velegnet til længere ture.
Polokajakken styres udelukkende med ens pagaj, da der ikke er noget ror.
I lighed med en havkajak sidder man med knæene under cockpitkanten, hvilket giver mulighed for at rulle (populært kaldet grønlændervending).
Da kajakpolo er en kontaktsport er en polokajak bygget så den er meget robust, og derved kan klare de sammenstød der sker i løbet af en kamp. Sammenstødene sker, da spillerne må flytte deres modstandere ved brug af kajakken.